# Viêm xoang

Viêm xoang là một bệnh xảy ra do viêm các xoang cạnh mũi, nguyên nhân đa số bởi nhiễm trùng. Viêm xoang được phân loại theo cấp tính và mạn tính. Viêm xoang cấp tính thường điều trị nội khoa, còn mạn tính thì phải điều trị ngoại khoa.
Viêm xoang cấp tính theo thứ tự thường gặp là: 
1. viêm xoang hàm
2. viêm xoang sàng
3. viêm xoang trán
4. viêm xoang bướm
5. Viêm đa xoang - Viêm nhiều xoang cùng lúc

Xoang là phần sụn xốp phía trong xương. Sở dĩ xương đầu, xương mặt có khối lượng nhẹ là do có nhiều hốc xoang như xoang mũi, xoang trán, xoang chẩm, xoang má… Xoang được cấu trúc rất nhiều "hang hốc" lỗ chỗ như san hô. Trong các "hang hốc" lớn nhỏ li ti ấy đều phủ một lớp niêm mạc rất mỏng. Đồng thời trong xoang luôn duy trì hệ thống tân dịch và mạch máu để nuôi dưỡng và tưới tắm cho xương.
Xoang có chức năng nhiệm vụ chính là chứa đựng và lưu thông dưỡng chất nuôi xương, làm giảm tỉ trọng của xương. Xoang đầu, mặt còn giúp cho âm thanh tiếng nói được êm ấm, vang vọng và truyền cảm.
Khi bị nhiễm trùng, các niêm mạc xoang bị viêm gây ung mủ. Bế tắc sự lưu thông tân dịch, vi trùng sẽ biến dần niêm mạc, tân dịch thành mủ và hoại tử tàng tích trong hốc xoang gây đau đầu, khó thở và rất khó chịu… Nước mủ lỏng và dịch viêm mang theo vi trùng cùng mùi rất hôi chảy rỉ ra ngoài mũi và chảy xuống họng làm viêm mũi, viêm họng, khi nuốt xuống dạ dày thì còn làm viêm cả dạ dày và đại tràng, tất cả các xoang thuộc đầu mặt đều có thể viêm trực tiếp hoặc lây qua bệnh viêm mũi.
Bệnh viêm mũi và viêm xoang đành rằng là do vi trùng nhưng theo quan điểm của triết lý Y học phương Đông thì nguyên nhân chính là do thận (thận không hoàn thành chức năng quản lý, điều tiết và bảo vệ).
Triết lý Y học phương Đông cho rằng: "Thận chủ cốt" (tức là thận làm chủ và quản lý phụ trách về xương), mà xoang là ruột xương. Cho nên, khi chức năng quản lý và bảo vệ của thận suy giảm thì các cơ quan bộ phận trực thuộc nó mới bị suy thoái, bị vi trùng xâm nhập. Bởi vậy các bài thuốc chữa viêm xoang hầu hết thiết lập với cơ sở là bổ thận, tiêu viêm, bài nùng, sinh cơ.

## Nguyên nhân
Bệnh viêm xoang là một trong những căn bệnh mãn tính phổ biến và rất dễ phát sinh bệnh đặc biệt là trong điều kiện môi trường sinh hoạt hiện nay. Nguyên nhân gây ra bệnh Viêm xoang thi rất nhiều, nhưng chúng ta có thể tổng quát lại một số cái chung nhất như sau:
- Mọi lý do cản trở luồng không khí vào và mang, dẫn lưu chất tiết ra khỏi xoang đều khiến chất dịch thoát không kịp, làm cho lỗ thông phù nhỏ thêm, lỗ thông xoang gần như bị tắc nghẽn. Ứ đọng chất nhầy là môi trường thuận lợi để vi khuẩn, cũng như một số loại nấm phát triển trong các xoang.
- Cơ địa dị ứng một chất nào đó, thường là hóa chất, thức ăn biến chất, làm cho niêm mạc mũi phù nề, gây bít tắc lỗ thông xoang và nhiễm trùng.
- Sức đề kháng kém, cơ thể không đủ sức đề kháng chống lại vi khuẩn, suy giảm miễn dịch, suy yếu niêm mạc dường hô hấp, rối loạn hệ thần kinh thực vật. Bệnh nhân viêm xoang kèm theo viêm một số bộ phận khác.
- Tuyến nhầy của viêm mạc xoang hoạt động quá nhiều.
- Hệ thống lông chuyển, có chức năng vận chuyển các chất nhầy trong xoang ra ngoài hoạt động kém.
- Do viêm mũi sau nhiễm siêu vi (cúm, sởi…), bị bội nhiễm, viêm mũi dị ứng kéo dài hoặc do tình trạng vẹo vách ngăn. Có trường hợp viêm xoang là hậu quả của sâu răng, nhiễm trùng răng hàm trên.
- Sau chấn thương có tổn thương niêm mạc xoang.

Trên đây là một số nguyên nhân chính có thể dẫn đến bệnh Viêm xoang, chúng ta biết được các nguyên nhân này để biết cách phòng tránh bệnh một cách hiệu quả.

## Triệu chứng bệnh
Có tất cả bốn triệu chứng chính:

### Đau nhức
Vùng bị nhức tùy theo xoang bị viêm:
- Xoang hàm: nhức vùng má.
- Xoang trán: nhức giữa 2 lông mày. Có giờ nhất định, thường là 10 giờ sáng.
- Xoang sàng trước: nhức giữa 2 mắt.
- Xoang sàng sau, xoang bướm: nhức trong sâu, nhức vùng gáy.

### Chảy dịch
Viêm xoang thường gây ra hiện tượng chảy dịch, tùy thuộc vào vị trí xoang bị viêm mà dịch nhầy có thể chảy ra phía mũi hoặc xuống họng. Viêm các xoang trước thì dịch chảy ra mũi trước. Viêm các xoang sau thì dịch chảy vào họng. Triệu chứng chảy dịch làm cho người bệnh có cảm giác luôn phải khụt khịt mũi hoặc cảm giác lờ đờ ở cổ họng luôn muốn khạc nhổ.
Tùy theo mức độ bệnh nặng hay nhẹ, bệnh mới bị hay bị lâu năm, dịch nhầy sẽ có màu trắng đục, màu vàng nhạt hoặc màu xanh, có mùi hôi, khẳn.

### Nghẹt mũi
Đây là triệu chứng phổ biến của mũi khi bị viêm xoang. Có thể nghẹt 1 bên, có thể nghẹt cả hai bên.

### Điếc mũi
Ngửi không biết mùi. Thường là viêm nặng, phù nề nhiều, mùi không len lỏi lên đến thần kinh khứu giác.
Viêm xoang khó phát hiện: không có các triệu chứng trên, hoặc chỉ có một triệu chứng đơn độc mà thôi.
Viêm xoang dễ phát hiện: có ít nhất 3 triệu chứng trên.
Trường hợp đặc biệt: viêm xoang hàm do răng. Chỉ xoang hàm một bên viêm nặng mà thôi do vi khuẩn từ sâu răng đưa vào xoang. Mủ chảy vào mũi, rất hôi.

### Lưu ý
Cần phân biệt với các triệu chứng của bệnh viêm mũi dị ứng. Bệnh viêm mũi dị ứng thường gây ra các triệu chứng: Ngứa mũi, hắt hơi liên tục thành tràng dài vào buổi sáng hoặc khoảng 10h tối, thường có chảy dịch mũi trong suốt, không màu và nghẹt mũi.

## Điều trị
Giữ nhiệt độ trong nhà vừa phải, xông mũi bằng hơi nước nóng, uống nước nhiều để làm loãng các chất tiết. Nếu viêm xoang do vi trùng, bác sĩ có thể cho bạn uống một đợt kháng sinh từ 10 - 14 ngày. Thuốc chống sổ mũi có thể giúp mủ và chất nhầy thoát ra, nhưng cũng phải cẩn thận khi dùng vì có thể gây hại nhiều hơn lợi khi làm khô mũi quá mức và các chất không thoát ra ngoài được.
Kèm theo điều trị bằng thuốc, có thể rửa xoang bằng phương pháp Proetz. Phương pháp này rất hiệu quả, bệnh nhân cảm thấy dễ chịu sau vài lần rửa. Nếu viêm xoang không bớt khi dùng thuốc, có thể gây tê và chọc xoang để thoát các chất ứ đọng và phải mổ xoang trong trường hợp vẹo vách ngăn.

### Nội khoa
- Có thể dùng lá cây cứt lợn giã lấy nước, nhỏ vào mũi.
- Hoặc dùng nước muối sinh lý ngâm ấm 30 độ C + vài lát tỏi. Sau đó dùng xilanh (bỏ mũi kim) bơm vào mũi. (tác dụng đặc biệt, rất dễ chịu)

### Ngoại khoa
Sau khi điều trị nội khoa mà không thuyên giảm, nhiều bệnh nhân cần điều trị ngoại

## Phòng ngừa
Để phòng ngừa bệnh Viêm xoang hiệu quả, chúng ta cần lưu ý một số điểm sau:
- Đeo khẩu trang trước khi ra đường và làm công việc gặp nhiều bụi bặm. Giữ môi trường xung quanh luôn sạch sẽ, tránh xa khói bụi, chất thải, ăn uống đủ dinh dưỡng.
- Không dùng các loại tinh dầu quế, hồi làm cao để xoa cho trẻ mỗi khi tắc nghẹt mũi vì sẽ gây kích thích xung huyết da và niêm mạc đường hô hấp của trẻ.
- Đối với người mẫn cảm cần chú ý phòng tránh phấn hoa, nấm mốc, nước hoa, thức ăn lạ, nhiều gia vị, nhiệt độ thay đổi. Khi ngứa mũi, muốn hắt xì nhưng không được cũng tuyệt đối không nên cho tay vào ngoáy vì dễ mang vi trùng vào, khiến cho bệnh càng nghiêm trọng thêm. Nhớ chỉ xì mũi ra, không hít ngược như trẻ nhỏ thường làm. Không cố gắng xì mũi mạnh vì sẽ đẩy chất viêm vào vòi nhĩ, từ đó có thể vào tai.
- Khi tắm hoặc đi bơi, nếu bị nước vào tai hoặc mũi cần biết cách để cho nước ra ngoài, ví dụ nước vào tai thi có thể nghiêng đầu nhảy để nước ra ngoài sau đó lấy tăm bông lau khô. Nếu nước vào mũi thì không được xì cả hai mũi liền, làm như vậy nước càng dễ vào trong, hãy lấy 1 tay bịt một bên lại và xì lần lượt từng bên một, nước sẽ bị xì ra ngoài mà không gây tổn thương cho mũi. Hiện nay một số bể bơi ở thành phố vệ sinh kém khi chúng ta di tắm phải cẩn thận tránh để nước vào xoang, dễ gây viêm xoang.
- Bệnh có thể lây lan, vì vậy không dùng chung vật dụng cá nhân với người bị viêm xoang.
- Khi có các triệu chứng ban đầu như hắt hơi, chảy nước mũi, tắc mũi, cần được điều trị ngay tránh trường hợp để biến thái thành bệnh viêm xoang.

## Những biến chứng nguy hiểm từ viêm xoang
Viêm xoang có thể dẫn đến các biến chứng ở đường hô hấp như viêm tai giữa, viêm họng mạn tính, nhiệt miệng, viêm thanh quản, khí phế quản; biến chứng ở mắt như nhiễm trùng ổ mắt, viêm thần kinh thị giác; biến chứng sọ não như viêm tắc tĩnh mạch xoang hang, viêm não, viêm màng não. Khi người bệnh viêm xoang bị sốt cao, đau đầu nghiêm trọng, đau mắt hay giảm thị lực, cần kịp thời đi khám bác sĩ.